# Mala Pisanica
Mala Pisanica är en ort i Kroatien.   Den ligger i länet Bjelovar-Bilogoras län, i den nordöstra delen av landet, 80 km öster om huvudstaden Zagreb. Mala Pisanica ligger 137 meter över havet och antalet invånare är 222.
Terrängen runt Mala Pisanica är platt. Runt Mala Pisanica är det ganska glesbefolkat, med 22 invånare per kvadratkilometer. Närmaste större samhälle är Bjelovar, 19,0 km nordväst om Mala Pisanica. Trakten runt Mala Pisanica består till största delen av jordbruksmark.